# Dalbergia hoseana
Dalbergia hoseana är en ärtväxtart som beskrevs av David Prain. Dalbergia hoseana ingår i släktet Dalbergia, och familjen ärtväxter. Inga underarter finns listade i Catalogue of Life.